# バージニア級戦艦
バージニア級戦艦（バージニアきゅうせんかん Virginia-class battleships）は、アメリカ海軍の戦艦の艦級。本級は外洋航海を可能とする設計がなされた最初のアメリカ海軍戦艦であった。1906年から1907年にかけて5隻が就役し、グレート・ホワイト・フリートの世界巡航に参加した。二度目と最終の航海でアメリカ海軍は12インチ主砲塔上に8インチ副砲塔を装着する実験を行った。実験は半数で行われ、もう半数は従来の小砲塔に装備された。これは、砲塔の数を減らして軽量化を行い、その分の重量を装甲の強化に振り向けるという意欲的な設計であったが、キアサージ級戦艦同様のこの砲配置は互いの砲が射撃時の爆風によって他方の射撃に影響を及ぼし、有益な配置ではなかった。

## 同型艦
| 艦番号 | 艦名                              | 建造所                       | 起工          | 進水           | 就役          | 退役          |
| ------ | --------------------------------- | ---------------------------- | ------------- | -------------- | ------------- | ------------- |
| BB-13  | バージニア USS Virginia           | ニューポート・ニューズ造船所 | 1902年5月21日 | 1904年4月6日   | 1906年5月7日  | 1920年8月13日 |
| BB-14  | ネブラスカ USS Nebraska           | モラン・ブラザース社         | 1902年7月4日  | 1904年10月7日  | 1907年7月1日  | 1920年7月2日  |
| BB-15  | ジョージア USS Georgia            | バス鉄工所                   | 1901年8月31日 | 1904年10月11日 | 1906年9月24日 | 1920年7月15日 |
| BB-16  | ニュージャージー USS New Jersey   | フォアリバー造船所           | 1902年4月2日  | 1904年11月10日 | 1906年5月11日 | 1920年8月6日  |
| BB-17  | ロードアイランド USS Rhode Island | フォアリバー造船所           | 1902年5月1日  | 1904年5月17日  | 1906年2月19日 | 1920年6月30日 |